# Asociația de Fotbal din Qatar
Asociația de Fotbal din Qatar este forul ce guvernează fotbalul în Qatar. Se ocupă de organizarea echipei naționale și a altor competiții de fotbal din stat, cum ar fi Qatar Stars League. Își are sediul în Doha, în etajul șapte din turnul QOC.